# Jákó
Jákó község Somogy vármegyében, a Kaposvári járásban.

## Fekvése
Kaposvártól nyugatra, közúton 29, vasúton 20 kilométerre fekszik. Megközelíthető közúton a 61-es főútról Nagybajomnál a 6618-as útra letérve, vasúton pedig a Dombóvár–Gyékényes-vasútvonalon; utóbbinak egy megállási pontja van itt, Jákó-Nagybajom vasútállomás.

## Története
Jákó nevét az ismert írott források közül az 1332-1337. évi pápai tizedjegyzék említette először. 1438-ban Albert király Hetesi János itteni birtokait Guthi Ország Mihálynak és Jánosnak adta. 1526-ban II. Lajos király Jákó egy részét Perneszi Ferencnek és testvéreinek, Péternek és Balázsnak adományozta. 1536 és 1559 között több birtokosa is volt; köztük a Wárdayak, Ipoltfi János, a Pernesziek, Derecskei Pál, Magyar Bálint, Alya Máté, Derecskei Pál, Regethey Gáspár is a birtokosai voltak. 1560-ban Perneszi Farkas adományt nyert I. Ferdinánd királytól itteni birtokaira. Az 1554 évi török kincstári adólajstrom szerint csak 6, 1571-ben pedig 5 házból állt. 1672-ben Csepely György megvette Perneszi János itteni birtokait, 1678-ban pedig Perneszi Ferenc itteni birtokrészeit Csepely György özvegyének Lábody Katalinnak idegenítette el. 1715-ben 5 háztartást írtak benne össze. 1726-1733 között felerészben a Perneszi, felerészben pedig a Thulmon családé volt. 1776-ban Tallián Ádám özvegye, Rosty Ferenc, báró Révay, a Pálffy-örökösök, Pados János, a Nagy, a Terstyánszky és a báró Calisius családok voltak birtokosai. 1835-ben a Vizeki Tallián család, Csépán Antal és József birtoka, majd az 1900-as évek elején Rónaszéki Trux Hugóné Kacskovics Margit és Biró Sándor volt a nagyobb birtokosa. A községbéli kúriák közül kettőt Csépán József és Antal építtettek a 19. század negyvenes éveiben. Egyet Hegedüs József a 19. század közepén és egy úrilakot Marton Lajos 1905-ben.
A községhez tartozott Cserebók-, Jajgató-puszta és József-major is (azelőtt Nagysár-puszta). Ennek a helyén a középkorban Pap-Sára nevű település állhatott, melyről 1435-1438-ból maradtak fenn adatok: 1435-ben Hetesi János birtoka volt, 1438-ban Guthi Ország Mihály és János nyerte adományul. A 20. század elején Somogy vármegye Kaposvári járásához tartozott.
1910-ben 798 lakosából 758 magyar volt. Ebből 522 római katolikus, 267 református volt.
A község határában sok őskori lelet fordul elő.

## Közélete

### Polgármesterei
- 1990–1994: Horváth László (MSZP)[3]
- 1994–1995: Bakó László (független)[4]
- 1996–1998: …
- 1998–2002: Kovács János (FKgP)[5]
- 2002–2006: Kovács János (független)[6]
- 2006–2010: Kovács János (független)[7]
- 2010–2014: Kovács János (Fidesz-KDNP)[8]
- 2014–2016: Kovács János (Fidesz-KDNP)[9]
- 2016–2019: Horváth Anita (független)[10]
- 2019–2024: Horváth Anita (független)[11]
- 2024–2029: Horváth Anita (független)[1]

A településen 1996. február 11-én időközi polgármester-választás zajlott, melynek részletei még feltárásra várnak.
A településen 2016. szeptember 11-én időközi polgármester-választást (és képviselő-testületi választást) tartottak, az előző képviselő-testület önfeloszlatása miatt. A hivatalban lévő polgármester nem indult a választáson.

## Népesség
A település népességének változása:
| Lakosok száma | 646  | 631  | 625  | 614  | 572  | 582  | 579  |
|               | 2013 | 2014 | 2015 | 2021 | 2022 | 2023 | 2024 |

A 2011-es népszámlálás során a lakosok 93,4%-a magyarnak, 9,5% cigánynak, 0,2% horvátnak, 0,8% németnek, 0,2% örménynek, 0,3% ukránnak mondta magát (6,3% nem nyilatkozott; a kettős identitások miatt a végösszeg nagyobb lehet 100%-nál). A vallási megoszlás a következő volt: római katolikus 54,5%, református 7,9%, evangélikus 0,2%, felekezet nélküli 11,2% (25,6% nem nyilatkozott).
2022-ben a lakosság 91,8%-a vallotta magát magyarnak, 4,2% cigánynak, 0,9% németnek, 0,2% románnak, 0,2% ukránnak, 0,3% egyéb, nem hazai nemzetiségűnek (7,5% nem nyilatkozott; a kettős identitások miatt a végösszeg nagyobb lehet 100%-nál). Vallásuk szerint 53,1% volt római katolikus, 7,2% református, 0,5% evangélikus, 0,2% görög katolikus, 0,5% egyéb keresztény, 0,5% egyéb katolikus, 11,9% felekezeten kívüli (26% nem válaszolt).

## Nevezetességei
- Református temploma 1856-ban épült.

## Itt született
- Dr. Lóki József (1946. október 13. –) tanszékvezető egyetemi tanár (2000), professor emeritus (2016) (Debreceni Egyetem Természetföldrajzi és Geoinformatikai Tanszék), az MTA doktora (2004), a földrajztudományok kandidátusa (1996), egyetemi doktor (KLTE) 1975.
- Dr. Zrínyi Miklós (1949. május 22. –) tanszékvezető egyetemi tanár (BME Fizikai Kémia Tanszék), a kémiai tudományok doktora (BME), 1993, a kémiai tudományok kandidátusa (ELTE), 1987, egyetemi doktor (ELTE), 1977.